# Александрийский погром (38 год)
Александри́йский погро́м (Антиевре́йские беспоря́дки в Александри́и) — нападения греков на еврейскую общину в столице египетской провинции Римской империи в 38 году н. э., в правление императора Калигулы.
Единственным источником информации о событиях 38 года являются сочинения Филона Александрийского, их свидетеля и главы еврейской делегации к римскому императору. Филон Александрийский (Филон Иудейский) (ок. 25 до н. э. — ок. 50 н. э.) был одним из выдающихся представителей Александрийской богословской школы, а также основоположником еврейского эллинизма, центром которого была Александрия. Его сведения считаются достоверными, но сложными для интерпретации в качестве исторического источника. Их анализу посвящена обширная историография. Ряд других источников позволяет реконструировать предшествующий погрому исторический контекст и вызванные им последствия. К началу XXI века общепринятой теории не сложилось, и, по словам современного классициста Ричарда Олстона, Александрийский погром по-прежнему представляет собой загадку.
Считается, что к погрому привели межобщинные противоречия, связанные с нежеланием греков мириться с гражданским равноправием евреев в Александрии. В качестве основных рассматривают гипотезы о существовании этнического антагонизма между евреями и нееврейским населением Египта, евреях как заместительной жертве агрессии греков против римлян, борьбе евреев за правовую эмансипацию. Выдвигаются различные социальные и демографические теории. В современной историографии погром 38 года не отделяют от серии дальнейших событий 40-х годов: посольства евреев и греков в Рим при Калигуле и Клавдии, мятежа евреев в 41 году, суда над лидерами греческой общины и последовавшей за тем их казни. Помимо установления причин и точной последовательности событий, историки пытаются определить место событий в Александрии в развитии античного антисемитизма.
Евреи Александрии внесли весомый вклад в античную философию и теологию, многие из них были представителями знаменитой Александрийской школы. Антиковеды конца XX — начала XXI века высказывают противоположные точки зрения на то, ухудшилось или улучшилось положение евреев Египта после римского завоевания. Еврейская энциклопедия Брокгауза и Ефрона начала XX века утверждала, что после завоевания Египта римлянами положение евреев не изменилось. Краткая еврейская энциклопедия 1976 года утверждает, что оно ухудшилось.

## Предпосылки

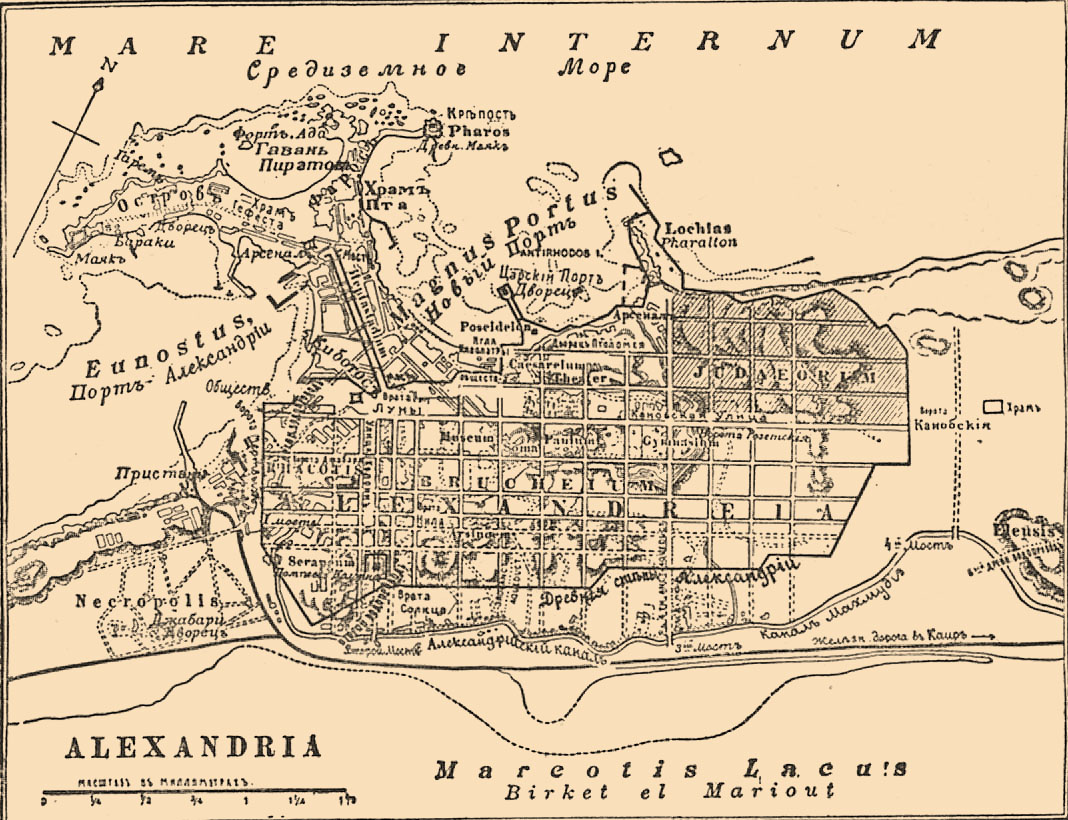
План египетской Александрии в римскую эпоху

Начавшиеся в библейские времена контакты евреев с Египтом не прекратились после Исхода, но только после образования птолемеевского Египта в 305 году до н. э. началась массовая миграция евреев в Египет. Папирусы из архива Зенона свидетельствуют о постоянном притоке евреев в благополучную Александрию, ускорившемся после перехода Палестины под власть Селевкидов в 200 году до н. э. Со времён правления Птолемея I евреи имели право селиться в Александрии и к началу римского правления составляли большинство населения в двух из пяти округов города. Предположение Ульриха Вилькена о том, что евреи в Александрии жили в гетто, возможно, для какого-то периода справедливо, но к рубежу тысячелетия таких ограничений уже не было. В целом александрийские евреи составляли значительную часть населения города (100 тысяч при первых Птолемеях и до 200 тысяч позднее). Они играли большую роль и в социально-экономической жизни Александрии. Власти позволили евреям жить в полунезависимом анклаве-политевме согласно своим традициям и законам: во главе еврейской общины стоял генарх или этнарх, который осуществлял управленческие и судебные функции в рамках общины. Египет процветал, и евреи жили в нём довольно зажиточно. Если до начала римского владычества в Египте и существовали проявления антисемитизма, в истории о них информации не сохранилось. Антиковед Аркадий Ковельман пишет, что литературный эллинистический антисемитизм, культивировавшийся со времён Манефона, не вызывал никаких заметных нападений на евреев до римских завоеваний. При императоре Августе единоличного главу общины заменила герусия (совет старейшин).
Вопрос о гражданских правах александрийских евреев уже больше 100 лет остаётся предметом научной дискуссии. Аркадий Ковельман считает, что вопрос римского гражданства стал ключевым для разжигания конфликта, поскольку для александрийской знати это было снижением их социального статуса, а для евреев — повышением. Хотя Иосиф Флавий утверждает обратное, скорее всего, только некоторые евреи в Александрии обладали гражданскими правами. В отличие от граждан-греков и коренных жителей-египтян (коптов), евреи не обладали определённым правовым статусом в Египте и полностью зависели от решений римского правительства. После завоевания Римом в 30 году до н. э. александрийские греки полагали, что их положение ухудшилось, в то время как евреи получили права, которыми располагала диаспора со времён Цезаря. С другой стороны, евреи потеряли возможность службы в армии и на гражданской службе. В первое десятилетие после завоевания Египта, около 24 года до н. э., Октавиан Август возобновил существовавший при Птолемеях тяжёлый подушный налог laographia, взимаемый с мужского населения от 14 до 60 или 62 лет. От уплаты налога освобождались прошедшие в гимнасиях обучение эфебы, то есть греческие граждане. Согласно ряду источников, в том числе Третьей книге Маккавейской, ранее эллинизированные евреи не могли получить исключение из налогообложения и должны были платить лаографию наряду с неграмотными коптами, что само по себе было оскорбительно. В римский период ситуация изменилась: чтобы улучшать социальный статус и уменьшать расходы, евреи стали отдавать своих сыновей в греческие гимнасии. По-видимому, часть александрийских евреев, включая Филона и его близких родственников, имела гражданские права в полном объёме.
Гипотеза об извечном характере межобщинных противоречий, основанных на существовании «древней вражды» между евреями и греками, восходит к утверждениями Филона и Иосифа Флавия. Культурные различия между обеими этническими группами отмечают и современные историки. Напряжённость росла и по причине экономического соперничества: евреи нередко были сборщиками налогов. Поддержка, оказанная евреями римлянам в 55 году до н. э. во время вторжения Авла Габиния, а также в ряде других подобных эпизодов, также не способствовала улучшению отношений между народами.

## Состояние источников
Единственным источником сведений о событиях погрома являются два произведения Филона Александрийского — «Против Флакка» (лат. In Flaccum, др.-греч. Φιλωνος Ιουδαιου εις Φλακκον) и «О посольстве к Гаю» (лат. Legatio ad Gaium, др.-греч. Φιλωνος Ιουδαιου περι αρετων α΄ ο εστι της αυτου πρεσβειας προς Γαιον). Первый из них полностью посвящён событиям 38 года в контексте трагической судьбы префекта Авла Авилия Флакка, а второй описывает состоявшееся после погрома посольство к императору Гаю (Калигуле). Обещанная в конце «Посольства» палинодия (опровержение сказанного) не сохранилась. Оба произведения сохранились не полностью, их место в творчестве Филона не вполне понятно. Их жанр условно определяется как исторический, исследователи обнаруживают в них черты богословских трактатов и утешительной литературы. Дата создания произведений неизвестна, но вряд ли между их написанием и событиями в Александрии прошло много времени. По вопросу об отношении Филона, одного из немногих евреев-граждан Рима, к Римской империи высказываются противоположные мнения. Американский антиковед Эрвин Гудинаф полагает, что отношение Филона к римлянам не лучше, «чем у шкипера маленькой лодки к урагану», тогда как израильский историк Марен Нихофф называет его симпатии проримскими. Историк из Колледжа Статен-Айленда Сандра Гамбетти пишет, что современная наука за редкими исключениями считает изложение событий Филоном корректным, однако Джон Аткинсон из Университета Кейптауна называет Филона тенденциозным автором. Р. Олстон отмечает полемические элементы у Филона, а сложную литературную форму его трудов ставит в один ряд с традиционными иудейскими религиозно-историческими повествованиями, такими как Третья книга Маккавейская.
«О посольстве к Гаю» Филона проливает свет на события после погрома только с еврейской точки зрения, и о том, что в Рим было направлено греками другое посольство во главе с Апионом, известно из написанного в конце I века полемического трактата Иосифа Флавия. Из него следует, что для одного из лидеров греческой общины, грамматика Апиона, было важно не допустить получения евреями полноценных гражданских прав. О событиях собственно погрома Иосиф не сообщает, упоминая лишь, что в Александрии были волнения, после чего сразу переходит к рассказу о посольствах. О событиях в Александрии между посольствами и восшествием на престол Клавдия в 41 году в источниках сведений нет.
Помимо рассказа Филона, о периоде правления Флакка известно из крайне небольшого числа документов. По их данным, в 33 году, через год после вступления в должность, он провёл перепись населения. Год спустя Флакк столкнулся с недовольством населения, а в 35 году были составлены списки подлежащих налогообложению и освобождённых от уплаты лаографии. Сведения Филона об отношениях евреев с греками и египтянами дополняют папирусные фрагменты, известные под названием «Деяния александрийских мучеников». «Деяния» являются своеобразным литературным жанром, появившимся в Александрии. В форме вымышленных судебных протоколов представители александрийского демоса высказывали свои претензии римским императорам из-за злоупотребления местных властей. Из них три фрагмента, в которых упоминаются Исидор и Дионисий, имеют явную антиеврейскую направленность. Фрагмент CPJ 156, по выражению британского археолога Идриса Белла, «один из интереснейших примеров александрийской пропагандистской литературы», повествует о суде императора Клавдия над гимнасиархом Исидором. Плохо сохранившийся CPJ 155 дополняет рассказ Филона о посольствах к Гаю.

## Ход событий

### События 38 года

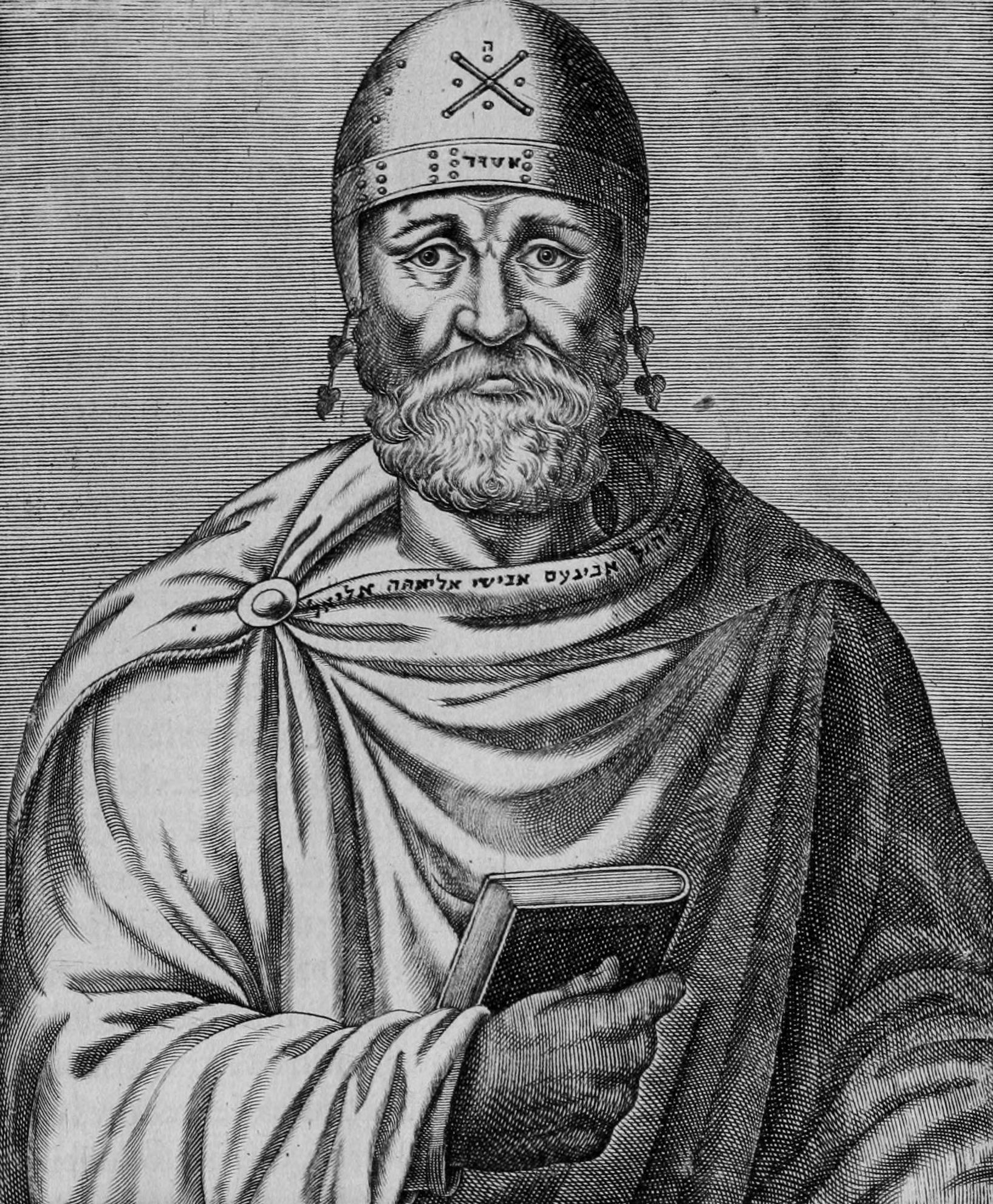
Филон Александрийский

В 38 году римский префект Египта Авл Авилий Флакк внезапно лишил евреев всех имевшихся на тот момент гражданских прав. По мнению Филона, предшествующие пять лет до описываемых событий Флакк был образцовым губернатором, но с восшествием на престол в марте 37 года Калигулы он, стремясь завоевать доверие не симпатизирующего ему нового императора, запутался в политических придворных интригах. Флакк поддержал антиеврейские группировки и одобрил преследование евреев со стороны греков. Убийство в Риме соправителя империи Тиберия Гемелла и префекта претория Макрона означало утрату Флакком поддержки в столице. Греческие лидеры города (Филон называет «прихвостня толпы» Дионисия, «крючкотвора» Лампона и «предводителя черни, сутягу, злодея, возмутителя городов» Исидора) воспользовались непрочностью положения губернатора и смогли настоять на своих требованиях. Они предложили Флакку сделку: снова поддержать императора в обмен на контроль над городом.
Летом 38 года иудейский царь Агриппа по пути из Рима в своё царство в северной Иудее посетил Александрию. Хотя Филон отмечает, что Агриппа стремился сохранить свой визит в тайне и не создавать ажиотаж, еврейская община восторженно встретила царя. С другой стороны, Флакк видел в иудейском царе возможную угрозу своему положению, а греки, хотя и завидовали имеющим «своего» монарха евреям, знали подоплёку внезапного возвышения Агриппы. Кто-то из них устроил пародию на торжественную встречу Агриппы: в театральной пантомиме юродивого по имени Карабас (имя означает «капуста») нарядили в царскую одежду и в насмешку оказывали ему царские почести, называя его сирийским титулом «марин» («господин» или «наш царь»). Многие историки вслед за Филоном согласны с тем, что именно визит Агриппы стал катализатором межобщинного насилия из-за зависти греков к тому, что у евреев есть царь. Видимо, в этот момент Агриппа покинул город. Обстоятельства, при каких царь иудеев покинул город, Филон не уточняет, что, по мнению профессора А. Керкеслагера (Allen Kerkeslager) из Пенсильванского университета, указывает на желание философа скрыть реальные причины дальнейших трагических событий и связать их с попустительством Флакка.
Точный порядок последующих событий невозможно восстановить из-за непоследовательности изложения в произведениях Филона. Вероятно, акты уличного насилия начались сразу после насмешек над Агриппой. Возбуждённая толпа потребовала, чтобы в синагогах были поставлены статуи императора. Флакк соглашался на все требования толпы, которая с каждой уступкой префекта становилась более дерзкой. Флакк издал эдикт, в котором он называл иудеев «чужаками и пришлыми» (др.-греч. ξένους καὶ ἐπήλυδας)). Он, вопреки закону, освобождавшему евреев от соблюдения «культа императора», приказал поместить в синагогах статуи, особым эдиктом лишил евреев гражданских прав и даже разрешил их общее преследование. В ответ на жалобу еврейской общины он запретил праздновать субботу и постановил ограничить место жительства евреев в городе, в результате чего многие евреи были выселены из своих домов. В 1976 году британский историк Мэри Смоллвуд назвала александрийский квартал Дельта, куда были переселены евреи, первым гетто в истории, и многие историки согласны с ней. Несколько синагог было разрушено или осквернено изображением Калигулы. Толпы греков напали на еврейское население Александрии; их жилища и лавки, закрытые в связи с трауром по скончавшейся 10 июня сестре Гая, Юлии Друзилле, были разграблены. Самих евреев жестоко мучили и убивали, а трупы уродовали. Еврейских женщин хватали, унижали на сценах театров, заставляли есть свинину. Отдельные высказывания Филона можно понять как указание на сопротивление евреев, ранивших некоторых нападавших. Как отмечал в 1938 году Э. Гудинаф, если сопротивление действительно имело место, оно могло быть нарушением действующих законов и подлежало наказанию.
Филон Александрийский описывал наблюдаемые им события как акты иррациональной агрессии:

Не в силах более терпеть нужду, одни пошли (против обыкновения) к друзьям и родственникам, прося на жизнь, другие, чей благородный дух чурался попрошайничества как рабьей доли, недостойной свободного человека, решились, несчастные, пойти на рынок, чтобы достать еды себе и домашним. А попав в руки черни, тотчас бывали они убиты, и трупы их тащили через весь город, топча и превращая в месиво, так что и предать земле было бы нечего.— Филон Александрийский. Против Флакка
Бедствия евреев усугубило лишение Флакком их прав как «чужаков и пришельцев». Позволив убедить себя в том, что в беспорядках евреи виноваты не меньше, чем греки, он приказал, чтобы 38 членов герусии заковали в кандалы и в день рождения императора (31 августа, что в 38 году выпало на шаббат) отвели в театр, где на глазах своих врагов их публично высекли, некоторых до смерти. Следующим предпринятым Флакком шагом стали поиски оружия в домах евреев. Филон находит такие действия, после всех предшествующих актов насилия, удивительными и говорит, что с бо́льшим основанием такие поиски следовало бы проводить в домах египтян — истинных мятежников и изменников.
В середине октября 38 года Флакк был внезапно отозван из Александрии и сослан на остров Андрос, где был казнён по приказанию императора Калигулы осенью следующего года. Причиной отставки Флакка Филон называет то, что префект не переслал в Рим поздравления Гаю от евреев в честь вступления на престол. Как оказалось, недоразумение разрешилось благодаря Агриппе, передавшему повторное поздравление и извинения. Тогда же выяснилось, что Исидор и Лампон, ставшие главными обвинителями Флакка, всегда были его врагами. Радость евреев была преждевременной, поскольку их положение не улучшилось, и они по-прежнему были вынуждены проживать на небольшой территории.

### Посольства к Гаю и Клавдию

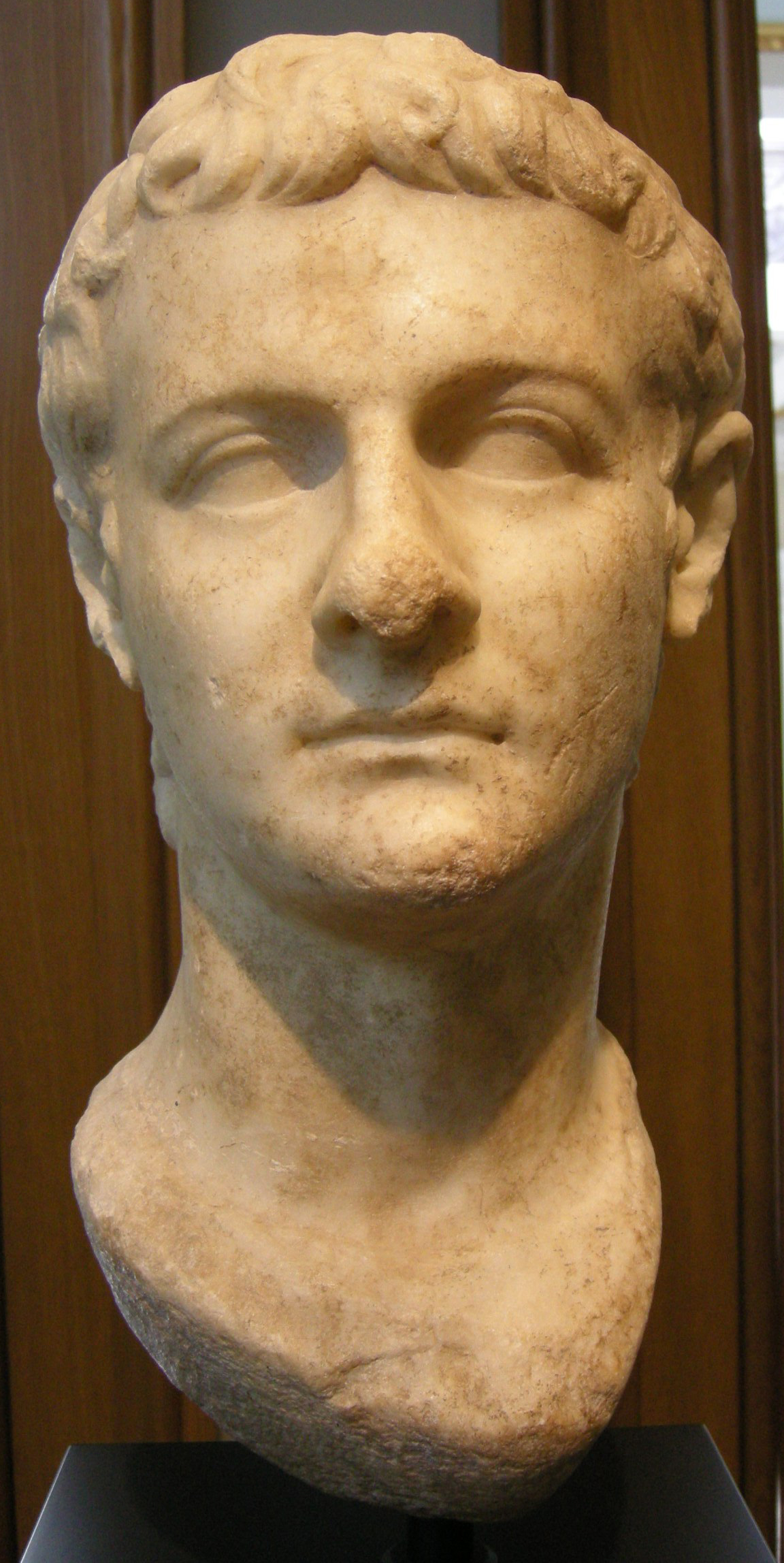
Калигула

Новый префект Гай Витразий Поллион прибыл в Александрию 20 октября 38 года. Он расследовал беспорядки и разрешил двум делегациям — еврейской и греческой — отправиться с докладом к императору. В «середине зимы», как сообщает Филон, эти две делегации, еврейская во главе с философом Филоном и греческая во главе с литератором Апионом, отправились в Рим. Современные историки согласны с тем, что речь идёт скорее о зиме 39/40, чем о зиме предшествующего года. Греки имели основания рассчитывать на удовлетворение своих ожиданий, поскольку Гай был к ним более расположен, помнил о поддержке, которую греки оказали его прадеду Марку Антонию, и о восторженной встрече своего отца Германика в Александрии в 19 году.
Дождавшись императора из похода против германцев, обе делегации изложили жалобы на своих врагов и просили защиты. Как сообщает Филон, на первой встрече Калигула благосклонно выслушал выступление евреев, после чего отменил планы по превращению Иерусалимского храма в святилище императорского культа. Однако на состоявшейся несколько дней спустя второй встрече позиция императора относительно освобождения евреев от поклонения себе изменилась («Вы что, богоненавистники? Уже весь мир признал меня богом, а вы не верите и богом не зовёте?»). Объяснения евреев, что они приносят многочисленные жертвоприношения в честь него, Калигула признал несостоятельными, требуя жертв именно себе. Филон недвусмысленно указывает, что идею божественности внушали императору его египетские слуги, «порочное семя, смешавшие в душах своих нрав крокодила и яд змеи», среди которых был особенно заметен некий Геликон. Далее Гая заинтересовало, почему евреи не едят свинину, и объяснение через традиционные диетические предпочтения его в целом удовлетворило. Третий вопрос, обсуждавшийся на встрече, о гражданских правах евреев в Александрии, не был тщательно рассмотрен. Завершая встречу, император пришёл к выводу, что «эти люди скорее несчастны, чем порочны, и лишь по неразумию своему не верят, что я божественной природы». Греческая делегация с энтузиазмом реагировала на остроты Гая, но окончательного решения в оставшиеся недели его жизни принято не было. В то же время Гай собирался отдать приказ о возведении своих статуй в Иерусалимском храме, однако чёткой связи тут с событиями в Александрии не прослеживается.
Весть об убийстве Калигулы 24 января 41 года и восшествии на престол Клавдия (правил в 41—54 годах) достигла Александрии в начале марта и вызвала новую вспышку насилия. На этот раз инициаторами были евреи, накопившие силы с 38 года и привлёкшие в качестве союзников единоверцев из прочих частей Египта, а также из Сирии и Иудеи. Поллион подавил выступление и обратился за инструкциями к Клавдию. Ещё до того, как о беспорядках узнали в Риме, император дал указание отменить наиболее тяжёлые наказания, наложенные на евреев. Под влиянием Агриппы I и Ирода Халкидского Клавдий принял эдикт, в котором подтверждалась древность жительства евреев в Александрии и восстанавливались их права, дарованные Августом. Несколько месяцев спустя права евреев Александрии были распространены на всех евреев империи. Летом 41 года александрийские греки отправили к Клавдию новую делегацию с целью поздравить императора с восшествием на престол и вновь поднять еврейский вопрос. Среди 12 делегатов были видные учёные и ораторы — Тиберий Клавдий Балбил и Херемон. Евреи, опасаясь утраты отвоёванных прав, также послали одну или две делегации. Своё окончательное решение император сообщил в письме к александрийцам. Клавдий осудил насилие с обеих сторон и подтвердил свои ранее изданные эдикты, дозволив евреям Александрии иметь права постоянных жителей и пользоваться религиозной свободой, предоставленной им Августом. Угрожая лишением прав, император требовал от евреев более не настаивать на расширении своих прав, не досаждать ему посольствами и не звать соплеменников из других частей империи. Документ вернул положение дел к тому, каким оно было до волнений 38 года, после чего последовал продолжительный период мира.

### Суд над Исидором и Лампоном
Значительный интерес у историков вызывает судьба греческих лидеров Александрии, известная из «Деяний александрийских мучеников». Их текст плохо сохранился, содержит красочные подробности и вряд ли основан на данных из римских архивов, но тем не менее считается достоверным. Темой входящих в цикл произведений является суд и последующая казнь «мучеников», боровшихся против римлян в лице поддерживающих их евреев. Несколько текстов из «Деяний» посвящены описанию суда над гимнасиархом Исидором (Acta Isidori). В отличие от трактатов Филона, в «Деяниях» гимнасиарх Исидор показан как уважаемый политик, патриот Александрии и прекрасный оратор. Таков же его верный соратник Лампон. Их разбирательство состоялось либо в первый год правления Клавдия, либо в 13-й. Предметом разбирательства «Деяния» называют выдвинутые Исидором против евреев и лично царя Агриппы обвинения в сепаратизме и подрыве устоев Римской империи. В одном из фрагментов Исидор обращается к императору Клавдию со словами «они [евреи] не такие же, как александрийцы [греки], но как египтяне. Не потому ли они платят столько же налогов?» Состояние папирусов не позволяет понять, как далее развивалась дискуссия Агриппы и александрийцев. В сохранившемся окончании греки и Клавдий обмениваются взаимными оскорблениями, после чего Исидор и Лампон были осуждены и казнены.
Филон своим рассказом пытался обосновать идею, что печальная судьба Флакка стала божественным наказанием за его преступления против евреев, но не все современные историки соглашаются с такой трактовкой событий. Дж. Аткинсон пишет, что Флакк и ранее был под подозрением из-за связей с заговором против Калигулы, и его дни как префекта были сочтены задолго до погрома. Сам он не был антисемитом. О том, что префект был лишь орудием в руках городских демагогов, известно из «Деяний», сообщающих о состоявшейся в Серапеуме его встрече с Дионисием и Исидором. Из других источников известно, что Серапеум был обычным для египтян местом решения финансовых вопросов. В данном случае состояние документа не позволяет точно установить, кто кому и за что предлагал деньги. В связи с тем, что впоследствии Исидор и Лампон стали главными обвинителями бывшего префекта в Риме, по одной из точек зрения, главной целью возмущения александрийцев был сам Флакк. Это подтверждает и обнаружение в Египте большого числа текстов, подобных «Деяниям», не содержащих упоминания евреев.

## Гипотезы и реконструкции

### Цели греков и египтян
На рубеже XX века в немецкой историографии преобладала точка зрения, согласно которой выступление греков стало неизбежным следствием засилья «еврейских ростовщиков». В частности, её придерживался последователь идей Генриха фон Трейчке Августин Блудау, назвавший в 1906 году александрийский погром «брутальной и жестокой» реакцией на распространение «чуждых элементов». К 1920-м годам данная антисемитская теория была отвергнута в пользу более конкретных «функционалистских» (социальных, политических, экономических) трактовок. М. Смоллвуд называет реальной целью греков непосредственное сокращение гражданских прав евреев и устранение возможности их увеличения в дальнейшем. Соответственно, в её трактовке объявление евреев Флакком «чужаками» означало понижение статуса их пребывания в Александрии и запрет иметь свою политевму. Формально они все могли быть изгнаны из города, что по организационным причинам было реализовано как введение ограничения на место проживания внутри города. Американский историк Джон Гейджер считает, что деятельность Исидора и Лампона имела антиримскую направленность, и евреи были не её целью, а только непосредственными жертвами. С ним согласен Петер Шэфер, указывающий, что воцарение Гая сместило баланс сил в Александрии. В то же время остаётся неясным, каким образом антиримские настроения трансформировались в акты насилия против евреев.
По мнению современного израильского историка Мириам Пуччи бен Зеев, антагонизм между греками и евреями не выходил за границы высших классов. Поскольку явное противодействие Риму было опасным, ненависть к оккупантам вымещали на евреях, которые воспринимались как находящиеся под защитой императорской власти. По другой распространённой гипотезе, александрийцы, напротив, поощрялись к антиеврейским выступлениям самими римлянами. Американский антиковед Эрих Груэн считает маловероятным, чтобы упоминаемые Филоном «сообщества и союзы», запрещённые Флакком в начале своего правления, играли заметную роль в преследовании евреев. Из описания Филона невозможно понять, о каких объединениях идёт речь. Вероятно, имеются в виду обычные для греко-римского мира объединения горожан (thiasoi, synodoi и klinai). Хотя Филон пренебрежительно характеризует их участников как порочную неуправляемую толпу, запрет клубов привёл к исчезновению значительной части общественной жизни в Александрии. По мнению С. Гамбетти, такие меры благоприятствовали евреям, что объясняет первоначальные похвалы Филона в адрес Флакка. Итальянский антиковед Леллия Кракко Руджини ищет причины противостояния в социоэкономической сфере и характеризует акты антиеврейской агрессии греческого «пролетариата» как типичные выступления толпы в городах доиндустриальной эры. В рассказе Филона не всегда возможно определить, где под «александрийцами» понимаются греки, а где — коренное население Египта. Находясь на нижней ступени социальной лестницы, последние были жизненно заинтересованы в понижении статуса евреев. Как видно из эпизода с Геликоном, существовала давняя взаимная враждебность между евреями и коптами. Э. Груэн обращает внимание на многочисленные инвективы еврейских авторов в текстах начала Римской эпохи в адрес египтян. В Третьем Оракуле Сивилл, в повести «Иосиф и Асенат», копты показаны как невежественные идолопоклонники. На основании детального анализа словоупотребления в книгах Филона исследователи рассматривают и другие возможные нюансы межэтнических отношений в Александрии, из которых вытекала потребность в усугублении маргинализации коптов. По одной из версий, Филон, будучи негативно настроенным к грекам, в своём повествовании уподобил их египтянам. По другой, он описывал события позднее, и его аудиторией была греческая элита.

### Цели евреев
Возможно, «демонизация» евреев в Александрии имела длительную историю и, как полагает Дж. Аткинсон, вряд ли имела определяющее значение как причина событий 38 года. По мнению Р. Олстона, анализ и интерпретацию событий полезно вести с точки зрения социологии города. Общим местом старой историографии является утверждение, что евреи стремились к равным с греками правам. Идрис Белл, обнаруживший письмо императора Клавдия к александрийцам, полагал, что желание получить греческое гражданство было всеобщим среди евреев, и их настойчивость в своих стремлениях стала одной из причин погрома. По мнению Мэри Смоллвуд, возникшая к 30-м годам напряжённость не носила национальный характер, а стала следствием бессильного раздражения греков против римской власти. Не имея возможность протестовать открыто, они вымещали свои чувства на евреях, которым, как считалось, римляне благоволят. Евреи, в свою очередь, стремились к исключению из налогообложения иным способом, нежели предполагающий публичную наготу эфебат или же требующее участия в языческих церемониях греческое гражданство. Смоллвуд уточняет, что только сильно эллинизированное еврейское меньшинство («модернисты») было готово пойти на некоторое нарушение религиозных норм.
Евреи не были пассивными участниками событий, о чём свидетельствует эпизод с Агриппой. Вряд ли его появление в Александрии и дальнейшая вовлечённость в передачу приветственного послания Гаю были случайны. Данное Филоном объяснение причин, по которым царь Иудеи предпочёл традиционному и безопасному северному маршруту заехать в Александрию, представляется неубедительным. На провокационный характер его торжественного вступления в Александрию указывает Дж. Аткинсон, сравнив его с маршами Оранжевого ордена в Северной Ирландии. Израильский историк Арье Кашер обращает внимание на различие в целях политической борьбы евреев, вытекающее из анализа сведений Иосифа Флавия и Филона. Если первый говорит о требовании евреев признать их гражданами Александрии, то у Филона речь идёт о достижении исополитии — равного статуса своей политевмы среди прочих этнических общин. Исследователь считает неубедительными отсылки к Филону и «Посланию к александрийцам», одному из папирусных документов той эпохи, приводимые с целью обосновать желание евреев к ассимиляции в Александрии. П. Шэфер наиболее надёжным источником считает письмо Клавдия, из которого видно желание евреев получить «полное» александрийское гражданство, под которым, видимо, следует понимать равенство в правах с греками, не ограниченное статусом политевмы. Виктор Чериковер полагает, что евреи Александрии не могли смириться со своим униженным положением в греческом обществе и потому вели борьбу за свою эмансипацию. В то же время евреи не были социально однородны, не все из них были богаты или даже грамотны, что допускает возможность наличия среди них различных политических целей.
Резюмируя сведения, датируемые периодом вскоре после погрома, прежде всего послание Клавдия александрийцам, В. Чериковер приходит к выводу, что александрийские евреи потерпели поражение в борьбе за свои права. В дальнейшем, с приходом в Александрию групп евреев из других регионов, их борьба приняла более радикальный характер. Следующее столкновение между евреями и греками в 66 году привело, по данным Иосифа Флавия, к 50 000 погибших. Император Веспасиан (правил в 69—79 годах) выступил в защиту евреев, отвергнув просьбу александрийцев лишить их гражданских прав в городе.

### Место в истории антисемитизма
По мнению А. Ковельмана, у первого известного в истории погрома была важная черта — массовая антисемитская идеология, которая возбудила толпу александрийской черни к этой акции. Как пишет ЕЭБЭ, еврейский погром был для того времени событием исключительным. Чешский правовед Адальберт Полачек (чеш. Adalbert Polaček) сравнил события 38 года в Александрии с Холокостом, что, по мнению Мириам Пуччи бен Зеев, является методологически неверным.
Многие исследователи считают, что применять к рассматриваемым событиям термины «погром» и «антисемитизм» не следует как анахроничные. Нидерландский религиовед Питер Виллем ван дер Хорст, хотя и называет их «первым погромом», предпочитает говорить о «евреененавистничестве» (англ. Jew-hatred). Применительно к данному периоду встречается и термин «иудеофобия» (Judaeophobia). П. Шэфер ставит вопрос о том, можно ли всю совокупность известных фактов объяснить, рассматривая конфликт между римлянами, греками и евреями исключительно с политической точки зрения. По мнению немецкого социолога Вернера Бергмана и норвежского историка Кристарда Хоффмана, в птолемеевском и римском Египте нельзя указать примеров антисемитизма, а теория о наличии культурно-религиозного противостояния ничего не добавляет к объяснению причин событий 38 года. Э. Груэн, отмечая беспрецедентность событий 38 года, не связывает их причины с антисемитизмом. Соглашаясь с ним, Джон Коллинз из Йельской семинарии не находит в античности основы для возникновения чего-то подобного расовой теории и также не может уподобить события 38 года действиям Гитлера.